# Gravity Falls (mùa 2)
Mùa thứ hai và cũng là mùa phim cuối cùng của loạt phim hoạt hình Mỹ Gravity Falls khởi chiếu vào ngày 1 tháng 8 năm 2014 trên kênh Disney Channel và vào ngày 4 tháng 8 trên kênh Disney XD, kết thúc vào ngày 15 tháng 2 năm 2016.

## Phát triển

### Chủ đề chính
Mùa thứ hai bắt đầu ngay sau khi mùa đầu tiên kết thúc. 12 tập phim đầu tiên chủ yếu tập trung về việc Dipper, Mabel, Soos và Wendy hợp tác cùng khám phá ra danh tính thực sự của tác giả các cuốn sổ, trong khi Stan tiếp tục làm cho cánh cổng bí ẩn nằm ở dưới Căn lều Bí ẩn của ông vận hành. 8 tập phim cuối cùng tập trung chủ yếu vào việc các nhân vật trên cố gắng để ngăn chặn Bill Cipher, một con quỷ có sức mạnh tác động đến tâm trí và giấc mơ của con người, có sức mạnh vô hạn và mong muốn thống trị thế giới bằng sự kì lạ.

### Sản xuất
Vào ngày 29 tháng 7 năm 2013, bộ phim hoạt hình được tiếp tục với mùa thứ hai. Ngày 16 tháng 2 năm 2014, có nguồn tin cho rằng Gravity Falls sẽ chuyển kênh phát sóng gốc từ Disney Channel về Disney XD vào mùa xuân cùng năm, và mùa thứ hai của bộ phim sẽ được phát sóng trên kênh này. Ngày 4 tháng 3 năm 2014, giám đốc sản xuất của bộ phim – Alex Hirsch công bố trên tài khoản Twitter của anh rằng mùa thứ hai sẽ khởi chiếu vào mùa hè năm 2014. Vào ngày 14 tháng 6 năm 2014, người ta xác nhận rằng mùa thứ hai của bộ phim sẽ được ra mắt vào ngày 1 tháng 8 năm 2014 trên Disney Channel và ngày 4 tháng 8 trên Disney XD. Vào cùng ngày, người ta cũng thông báo rằng mùa 2 sẽ được phát sóng trên cả hai kênh. Tuy nhiên, hầu hết các tập phim sẽ được phát sóng ở kênh Disney XD trước khi phát sóng trên Disney Channel. Mùa thứ hai cũng được thông báo rằng sẽ gồm từ 20 đến 22 tập phim.
Ngày 20 tháng 11 năm 2015, nhà sáng tạo của bộ phim Alex Hirsch công bố rằng mùa thứ hai sẽ là mùa cuối cùng của bộ phim và anh là người đã quyết định sẽ kết thúc bộ phim, không phải là kênh Disney XD.